# Hegedüs Csilla (politikus)
Hegedüs Csilla (Kolozsvár, 1967. szeptember 9.) erdélyi magyar politikus, volt kulturális államtitkár. 2014-ben rövid ideig a harmadik Ponta-kormány művelődésügyi minisztere és miniszterelnök-helyettese volt. 2021-től 2023 júniusáig az európai alapok minisztériumának államtitkára volt. 2023 júliusától az Észak-Erdélyi fejlesztési régió igazgatóhelyettese.

## Élete
Egyetemi tanulmányait szülővárosában és Pécsett végezte. 1999-től foglalkozik az erdélyi magyar műemlékek védelmével. 2010–2012 között Kelemen Hunor kulturális és örökségvédelmi miniszter tanácsosaként dolgozott az erdélyi magyar kulturális örökség fennmaradása érdekében. 2011-2023 között az RMDSZ kulturális főtitkárhelyettese. 2023 júliusában lemondott minden politikai funkciójáról. 
2001 óta vezeti a bonchidai Bánffy-kastély felújítását. Oktatási és kulturális programok szervezője.
1998 óta tanít a kolozsvári Transylvania Trust Alapítvány és a BBTE közös szervezésű műemlékvédelmi szakmérnöki posztgraduális képzésen, ahol az Örökségvédelmi menedzsment tantárgyat oktatja.
2008-ban a Bonchidai Bánffy kastélyban végzett értékmentő munkájáért Europa Nostra nagydíjban részesült az általa vezetett program.
2016 óta a Transylvania Trust alapítvány elnöke.

### Tanulmányok
1997-ben közgazdaságtant végzett  a Dimitrie Cantemir Egyetemen, a Babes-Bolyai Tudományegyetemen diplomázott Kereskedelmi és turisztikai menedzsment szakon, majd 2009-ben elvégezte  a Pécsi Tudományegyetem andragógia szakát.

### Szakmai tapasztalat
- 1994–1997, Ingeborg Serv. KFT, igazgató
- 1997–, Transylvania Trust Alapítvány, Kolozsvár, ügyvezető igazgató[7]
- 2010–2012, Románia Kulturális és Örökségvédelmi Minisztériuma, miniszteri tanácsos
- 2011–, Romániai Magyar Demokrata Szövetség, kulturális főtitkár-helyettes
- 2014–2014, Románia Kulturális Minisztériuma, államtitkár[8]
- 2014–2014, Románia Kulturális Minisztérium, miniszter[9]
- 2021, Románia Európai Alapok Minisztériuma, államtitkár[10]